# Kinnarumma socken
Kinnarumma socken i Västergötland ingick i Marks härad, ingår sedan 1974 i Borås kommun och motsvarar från 2016 Kinnarumma distrikt.
Socknens areal är 102,60 kvadratkilometer varav 96,79 land. År 2000 fanns här 4 640 invånare.  En del av tätorten Viskafors, tätorten Rydboholm samt tätorten Kinnarumma med sockenkyrkan Kinnarumma kyrka ligger i socknen. Den tidigare kyrkan återfinns nu som Ramnakyrkan i Borås.  

## Administrativ historik
Socknen har medeltida ursprung.
Vid kommunreformen 1862 övergick socknens ansvar för de kyrkliga frågorna till Kinnarumma församling och för de borgerliga frågorna bildades Kinnarumma landskommun. Landskommunen uppgick 1961 i Viskafors landskommun som 1974 uppgick i Borås kommun. 
1 januari 2016 inrättades distriktet Kinnarumma, med samma omfattning som församlingen hade 1999/2000.
Socknen har tillhört län, fögderier, tingslag och domsagor enligt vad som beskrivs i artikeln Marks härad. De indelta soldaterna tillhörde Älvsborgs regemente, Vedens kompani.

## Geografi
Kinnarumma socken ligger söder om Borås kring Viskan och dess biflod Häggån. Socknen är en bergig skogsbygd med odlingsbygd i ådalarna.

## Fornlämningar
Boplatser från stenåldern är funna. Från bronsåldern finns spridda gravrösen.

## Namnet
Namnet skrevs 1361 Kindarum och kommer från kyrkbyn. Förleden kan vara en inbyggarbeteckning kindar, 'invånare i Kinds härad'. Efterleden innehåller rem, höjdsträckning'.
Namnet skrevs före 4 mars 1910 även Kinnaromma socken.